# Матвієнко Володимир Олександрович
Володи́мир Олекса́ндрович Матвіє́нко (6 січня 1935, Київ — 6 березня 1996, там само) — український музикознавець, фольклорист, педагог.

## Біографія
Народився 6 січня 1935 року в Києві. Його батько, Матвієнко Олександр Григорович, працював у Київському інституті інженерів цивільної авіації, викладав дисципліни з організації складної системи цивільного повітряного флоту. Мати, Губіна Марія Михайлівна, медик, працювала шкільним лікарем у музичній школі-десятирічці ім. М. Лисенка.
До 1940 року родина жила в Німеччині, де батько працював у Торговельному представництві СРСР у Берліні. Після повернення в 1940 році сім'ї до Києва батько почав викладати в Інституті інженерів цивільної авіації. Під час війни 1941—1945 років разом з інститутом Матвієнки евакуювалися до міста Чарджоу в Туркменії. По війні, знову опинишись у Києві, Володимир навчався спершу в загальноосвітній школі, потім — у музичній школі-десятиріччі ім. М.Лисенка в класах фортепіано та віолончелі, а в старших класах — на музично-теоретичному відділенні. Закінчив школу 1952 року з відзнакою та вступив до Київської державної консерваторії імені П. І. Чайковського на композиторський факультет у клас Л. М. Ревуцького, а через рік перевівся на історико-теоретичний факультет. Своє рішення пояснив так: «Писати як Ревуцький я не хочу, а писати як Лятошинський — не зможу».
1957 року закінчив консерваторію, захистивши дипломну роботу на тему «Про деякі питання сучасної системи темперації» (керівник професор Ф. І. Аерова). З 1957 року й до кінця життя, паралельно з іншими місцями роботи й навчання, працював як фахівець з фольклору в Українському народному хорі ім. Г. Верьовки.
1960 року вступив до аспірантури Інституту музикознавства, фольклору та етнографії ім. М. Т. Рильського, почав під науковим керівництвом П. П. Барановського займатися експериментальною акустикою, але по смері наставника в 1963 році обрав спеціалізацію фольклориста. По закінченні аспірантури залишився працювати в тому ж інституті старшим лаборантом, згодом молодшим науковим співробітником.

## Діяльність
Ще в аспірантурі розпочалась активна діяльність Матвієнка як професійного фольклориста й науковця у сфері музичного фольклору. У складі колективних експедицій за участю, зокрема, відомих фольклористів з Інституту фольклору та етнографії АН України (Л. Ященка, А. Гуменюка, О. Правдюка та інших) він об'їздив і дослідив усю Україну. Збирали не тільки український фольклор, а й творчість інших народів, що населяють Україну, зокрема греків і болгар. Наприклад, В. О. Матвієнко разом з В. Я. Самохваловим записали 216 болгарських пісенних і танцювальних народних мелодій в районах Азовського моря, де здавна живуть болгари (особливо в селі Преслав у Ногайських степах). Аналогічні завдання від Академії наук виконувались у Білорусії та Західній Україні. Також брав участь у фольклорних експедиціях Київського державного університету ім. Т. Г. Шевченка.
З 1962 року перейшов на роботу до Київської консерваторії, де до 1984 року очолював Кабінет народної творчості та викладав курс української народної творчості. Під орудою Матвієнка робота Кабінету значно активізувалася. Було започатковано й упроваджено студентські фольклорні експедиції державним коштом; до навчальних планів музикознавців і композиторів введено предмет «Музично-етнографічна практика»; обов'язковою стала нотація зібраних матеріалів. Матвієнко стояв біля початку розробки спеціальної знакової системи нотації, яка дозволяє деталізувати у візуально-графічній формі інтонаційні особливості фольклорного співу, що є істотно важливим з погляду як наукової, так і фольклористичної виконавської реконструкції фольклорної музики. Крім того, студенти-музикознавці отримали можливість спеціалізуватися в галузі фольклористики.
Педагогічну роботу поєднував із збиранням пісенного фольклору. Упродовж 22 років був організатором і керівником щорічних студентських фольклорних експедицій до різних областей України (Закарпаття, Волинь, Рівненщина, Київщина, Полтавщина, Чернігівщина та ін.), етнічних українських земель поза межами України — півдня Білорусії (Берестейщина, Гомельщина) та Росії (Курщина). Його діяльність на цій ниві була справді подвижницькою. Він здійснив запис декількох тисяч зразків народної музики. Записані Матвієнком народні пісні ввійшли до серії наукових збірок ІМФЕ. Добре відомий серед фольклористів з різних місць Радянського Союзу, він брав участь у роботі Всесоюзної Фольклорної комісії СК СРСР, був учасником організовуваних нею фольклорних експедицій, організованих а також щорічних республіканських і всесоюзних конференцій та семінарів з проблем дослідження народної творчості.
Як музикознавця-дослідника Володимира Олександровича цікавили передусім проблеми позатемперованого інтонування. У ракурсах різної музикознавчої проблематики ця галузь фігурувала в нього часто як складова наукової ідеї. Під час однієї з поїздок до Москви сталося лихо: на вокзалі в нього вкрали портфель з текстом дисертації — плоду багаторічних роздумів і досліджень у галузі вивчення музичного мислення взагалі, а не тільки у зв'язках з фольклором. Зміст цієї роботи так і не вийшов на офіційну апробацію.
З-поміж його наукових статей найбільш цінною видається «Про деякі особливості українського народного багатоголосся», котра з'явилася в той час, коли в офіційній українській музичній фольклористиці панувала ідея, котру Володимир Олександрович, у властивій йому гіперболізованій манері висловлюватися, формулював так: «В українському пісенному фольклорі багатоголосся немає, тому що основоположник української музики М. В. Лисенко не записав жодної багатоголосної пісні».
Матвієнко відкрив унікальний осередок українського пісенного багатоголосся — село Крячківка Пирятинського району Полтавської області. Тамтешній ансамбль народних виконавців, уперше записаний на магніну стрічку саме Матвієнком, завдяки йому став відомим не тільки в Україні, а й в усьому Радянському Союзі та за його межами.
Найбагатша в плані розвиненої багатоголосної народної поліфонії пісня з Крячківки «Ой, у полі древо» дала назву першому в Україні професійному ансамблеві автентичного фольклору — гурту «Древо», що виник 1979 року за активної підтримки В. О. Матвієнка. Згодом співпрацював також із колективами «Берегиня», «Калина».
Будучи абсолютно вільним у своєму внутрішньому світі, він прагнув так само вільно поводитися й у світі реальному. На своїх лекціях він, тільки-но виникав для цього привід, торкався найширшого кола суміжних питань — етики, релігії, філософії, психології, фізики, не кажучи вже про музикознавство в різних його аспектах. Виникали раптові паралелі, системні порівняння, здавалося б, непорівнянних речей — у музиці чи в будь-яких явищах світу. Його цікавило майже все. Володіючи мистецтвом швидкочитання, він дуже багато читав. Цікавився найрізноманітнішими галузями знань — гуманітарних і технічних. Хоч би яких питань торкались його учні в спілкуванні з ним, на все у Матвієнка був свій погляд, підкріплений багатою ерудицією. Своєю обізнаністю майже про все на світі він багатьох вражав. Композитор В. Рунчак, колишній слухач його курсу народної творчості, у студентські роки інакше як генієм його не називав.
Матвієнко добре знав французьку мову, був дуже гарним фотографом, у тім числі в галузі художньої фотографії. Багато мандрував, часто пішки, поїздами, пароплавами, літаками… Майже все, що він вважав вартим уваги, фіксував на кіноплівку за допомогою портативної кінокамери. Активність його творчої натури в усвідомленні чи вивченні будь-чого, здавалося, не мала меж.
Один з близьких друзів Матвієнка, музикознавець Віктор Якович Самохвалов згадував:
«Працюючи з ним, завжди помічав його різноманітні навички й прийоми діяльності професіонала-фольклориста, досвідченого й талановитого вченого. Володіючи абсолютним слухом й музичною пам'яттю, він сформував свої методи фіксації музичного матеріалу часто у некомфортних польових умовах спілкування з виконавцями пісень — вдома, на природі, бувало й не за дуже „ласкавій“ погоді у різних порах року і доби. Він мав дар „розговорити“ і „розспівати“ соромливих, умовити проспівати найбільш цінне для збирача народної творчості, оскільки досконало знав безліч варіантів однієї пісні і розумів, що потрібно, а що вже й зайве. Володів технікою нотної фіксації з голосу, часто коригуючи недосконалу інтонацію виконавця. Ретельно вивіряв ритміку в мелодіях, коли непрофесійне інтонування виходило зі справжньої неперіодичності народного співу і треба було виявити ритмічну „істину“. … До цієї тонкої професійної „кухні“ Володимир Олександрович намагався залучити і студентів під час лекцій та експедицій по збиранню фольклору».
Не дивно, що В. О. Матвієнко зазнав переслідувань з боку партійних органів за «вільнодумство». Хоча він ніколи не був дисидентом. Чітко розуміючи неправду існуючого ладу й не приховуючи цього, він був абсолютно далекий від якихось бунтівних настроїв. Будучи вільною творчою особистістю, він намагався навчити цього тих своїх учнів, хто здатен був оцінити, з якою неординарною особистістю звела їх доля. Справив вплив на професійне становлення багатьох фольклористів, музикознавців, композиторів, журналістів, виконавців, що починали в 1970-1980-ті роки, не тільки пов'язаних з консерваторією: О. Васильєва, Є. Єфремова, М. Заливадного, А. Калениченка, Г. Когута, Н. Матвієнко, А. Мигай, В. Ольшевського, В. Пономаренко, І. Стецюка, Ол. Шевчук, І. Щербакова та ін.
Народна артистка України Ніна Матвієнко згадувала:
«Першим, хто по-справжньому відкрив мені Україну, був фольклорист, викладач Київської консерваторії Володимир Олександрович Матвієнко, коли ще я співала в хорі імені Григорія Верьовки. Увімкнув запис колективу із Полтавського села Крячківки — і все моє життя пішло шкереберть. Я зрозуміла, що нашому раю нема кінця-краю».
Змушений під ідеологічним тиском піти з консерваторії, з 1984 року зосередився на роботі в хорі ім. Г. Верьовки. Також його запросили на роботу до Державного університету ім. Т. Г. Шевченка на щойно організоване відділення фольклору при факультеті журналістики, де він читав лекції з різних питань музичного фольклору. Крім того, він писав статті для наукових часописів та енциклопедій.
В. О. Матвієнко помер 6 березня 1996 року від лейкемії.

## Вибрані публікації
- Записи болгарського фольклору на Україні // «Народна творчість та етнографія», 1961, № 1
- Про деякі особливості українського народного багатоголосся // Українське музикознавство. Вип. 2. — К., 1967
- Закарпатські пісні. Збірка українських народних пісень (упорядник). — К., 1963
- Радянські пісні. Збірка українських народних пісень (упорядник). — К., 1967
- Рекрутські та солдатські пісні. Збірка українських народних пісень (упорядник). — К., 1974
- Наймитські та заробітчанські пісні. Збірка українських народних пісень (упорядник). — К., 1975
- Весільні пісні. Збірка українських народних пісень у 2-х кн. (упорядник). — К., 1982